# Dumpstaphunk
Dumpstaphunk is een funkband uit New Orleans, die ontstaan is vanuit een solo-project van Ivan Neville, die een aantal musici bij elkaar zocht voor een optreden in 2003 op het "New Orleans Jazz & Heritage Festival (Jazz Fest)".

## Geschiedenis
Multi-instrumentalist Ivan Neville (New Orleans, 19 augustus 1959) is de zoon van Aaron Neville, met wie hij ooit begin te spelen in de band The Neville Brothers. Ivan had al sinds zijn tienerjaren een lange professionele carrière in de muziek achter zich. Voor zijn solo-optreden op het Jazz Fest vroeg hij als begeleiders Tony Hall en Nick Daniels III als leadzangers en op bas (dus een band met twee bassisten), Raymond Weber op drums en zijn neef Ian Neville op gitaar. Naast eigen werk speelden zij covers van The Rolling Stones en Sly & the Family Stone.
De band werd in 2007 door de The New York Times verkozen tot "New Orleans' Best Funk Band" en evenzo in 2014 door OffBeat Magazine en Gambit Weekly.

## Albums
In 2007 verscheen hun EP-album Listen Hear met gastmusici Skerik en Troy Andrews op het eigen dumpstaphunk.com label.
In 2010 kwam een volledig album uit onder de naam Everybody Want Sum, ook op dumpstaphunk.com. Als drummer speelde Raymond Weber mee. In 2013 kwam Dirty Word uit op Louisiana Red Hot Records, met op drums Nikki Glaspie. Gastoptredens waren er van Skerik en Troy Andrews, Art Neville en de Rebirth Brass Band. In 2021 verscheen Where Do We Go From Here op het Nederlandse label "The Funk Garage". Op drums speelde Deven Trusclair, op gitaar Waddy Wachtel, gastoptredens waren er o.a. van Marcus King, Erica Falls, Alvin Ford Jr., rapper Chali 2na en Trombone Shorty.
In de meeste jaren vanaf 2009 verschenen live-albums van hun optredens op het Jazz Fest, In 2014 en 2016 van het optreden op het "Wanee Festival" en in 2015 op het "Peach Music Festival"